# Non-Summit
Non-Summit (hangul: 비정상회담; hanja: 非頂上會談), llamado Abnormal Summit en Netflix, es un programa de televisión de Corea del Sur, es emitido por JTBC desde el 7 de julio de 2014 hasta la actualidad, cada lunes a las 23:00 (KST).
El programa consiste en que un panel de diferentes extranjeros, todos hombres, entregan su visión acerca de la cultura coreana en la actualidad, con un poco de humor. Es presentado por Yoo Se Yoon, Jun Hyun Moo y Sung Si Kyung.

## Miembros
| País           | Hangul              | Nombre            | Fecha de Nacimiento     |
| -------------- | ------------------- | ----------------- | ----------------------- |
| Estados Unidos | 마크 테토           | Mark Tetto        | 1 de marzo de 1980      |
| Francia        | 오헬리엉 루베르     | Auréllien Loubert |                         |
| Canadá         | 기욤 패트리         | Guillaume Patry   | 19 de junio de 1982     |
| Italia         | 알베르토 몬디       | Alberto Mondi     | 17 de enero de 1984     |
| Pakistán       | 자히드 후세인       | Zahid Hussain     | 25 de noviembre de 1988 |
| China          | 왕심린              | Wang Xinlin       |                         |
| Suiza          | 알렉스 맞추켈리     | Alex Mazzucchelli | 17 de mayo de 1990      |
| Japón          | 오오기 히토시       | Ogi Hitoshi       | 6 de abril de 1992      |
| Alemania       | 니클라스 클라분데   | Niklas Klabunde   | 3 de agosto de 1993     |
| México         | 크리스티안 부르고스 | Christian Burgos  | 24 de agosto de 1993    |

## Versiones internacionales
- Turquía: «Elİn Oğlu» desde el 21 de marzo de 2015 por ATV
- China: «A Bright World» (世界青年说) desde el 16 de abril de 2015 por Jiangsu Television